# Lúzula nívia
Luzula nivea, la lúzula nívia, és una planta amb flors molt menudes i aspecte graminoide de la família de les juncàcies, però que té les fulles planes. 
Als Països Catalans és pot trobar ocasionalment en boscos humits (fagedes, avetoses i pinedes de muntanya) sobre sòls preferentment àcids (silicícola) als Pirineus i serres properes.

## Descripció
Es una planta perenne, cespitosa que pot superar el mig metre d'alçada; amb fulles amplament linears i força llargues (fins a uns 30 cm de llarg per 0,5 cm d'ample) que presenten pèls llargs en el seu marge (un caràcter molt típic de molts representants del gènere Luzula). Les flors menudes tenen 6 tèpals de color blanc, acabats en punxa i es troben agrupades en densos glomèruls al capdamunt de les tiges.
A diferència de les altres lúzules i la gran majoria d'espècies graminoides que són pol·linitzades pel vent, els sèpals blancs d'aquesta espècie poden atreure a insectes pol·linitzadors. 

## Distribució
Com la seva congènere, la lúzula groga, viu a la part central i sud d'Europa. Es pot trobar als Pirineus i als Alps, però en altituds inferiors i distribuïda més àmpliament, en ambients forestals, sobre roques silíciques o sòls descarbonatats de l'estatge subalpí i montà..
Als Països Catalans es troba a tota la part nord de Catalunya, des de les avetoses i neretars dels Pirineus, les fagedes de la Garrotxa i l'Empordà, arribant al Montseny, Collsacabra, serra del Cadí i Moixeró i fins a les pinedes humides del Montnegre. A la resta de l'estat només es pot trobar al Pirineu d'Osca, fins a la vall de Broto.

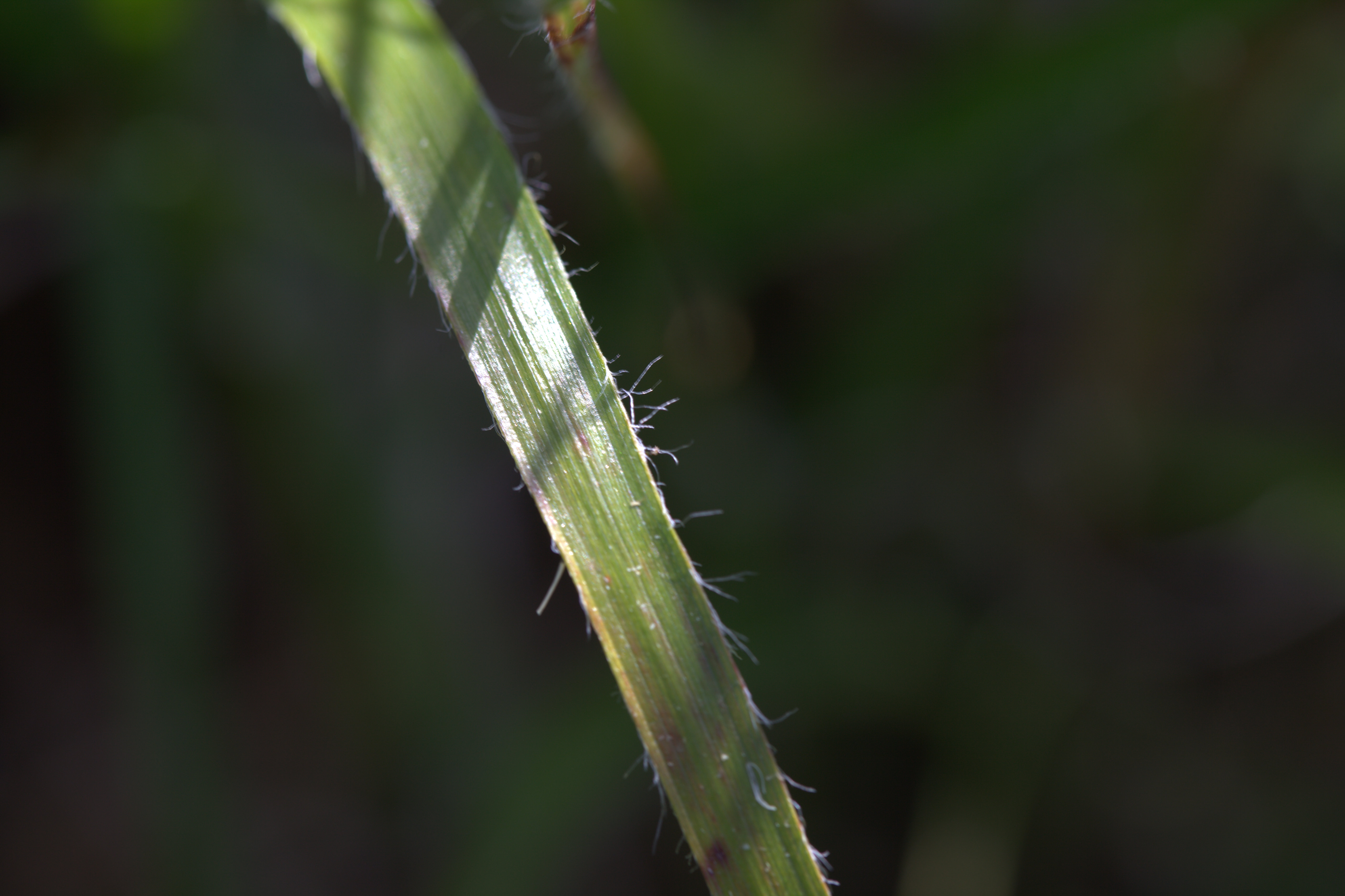
detall de la fulla amb llargs cilis.
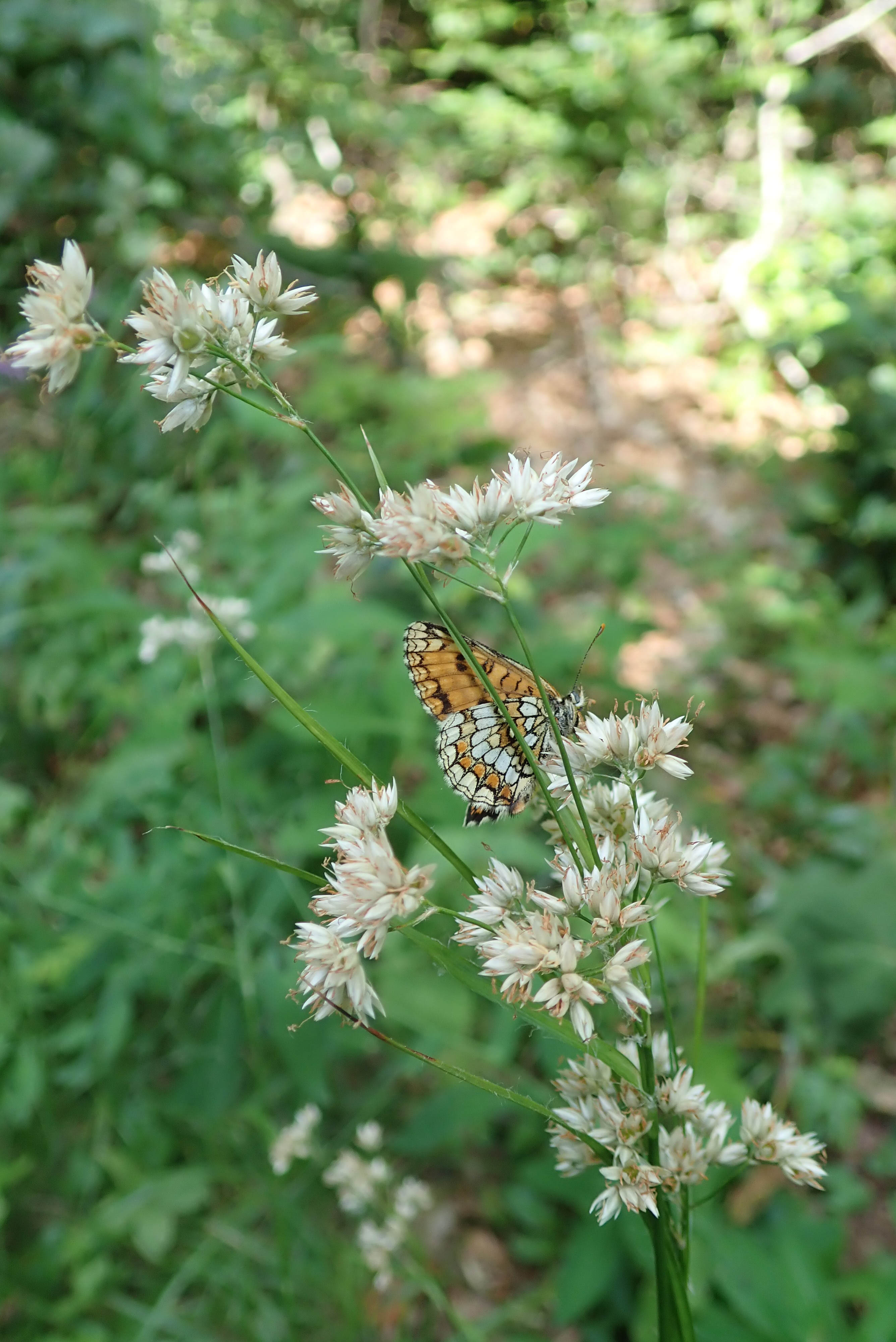
observeu una papallona atreta pels tèpals blancs.
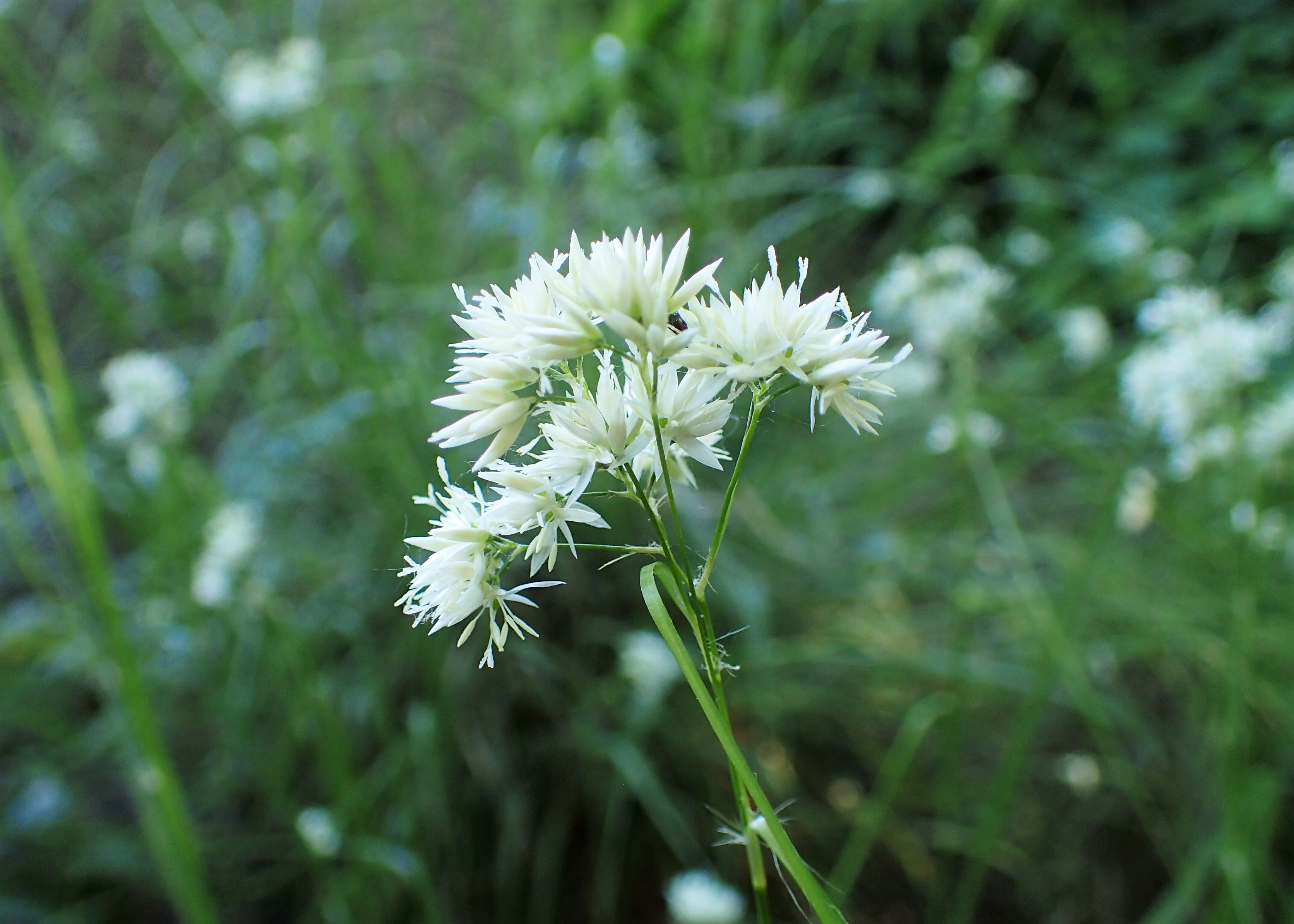
inflorescència amb les flors obertes.
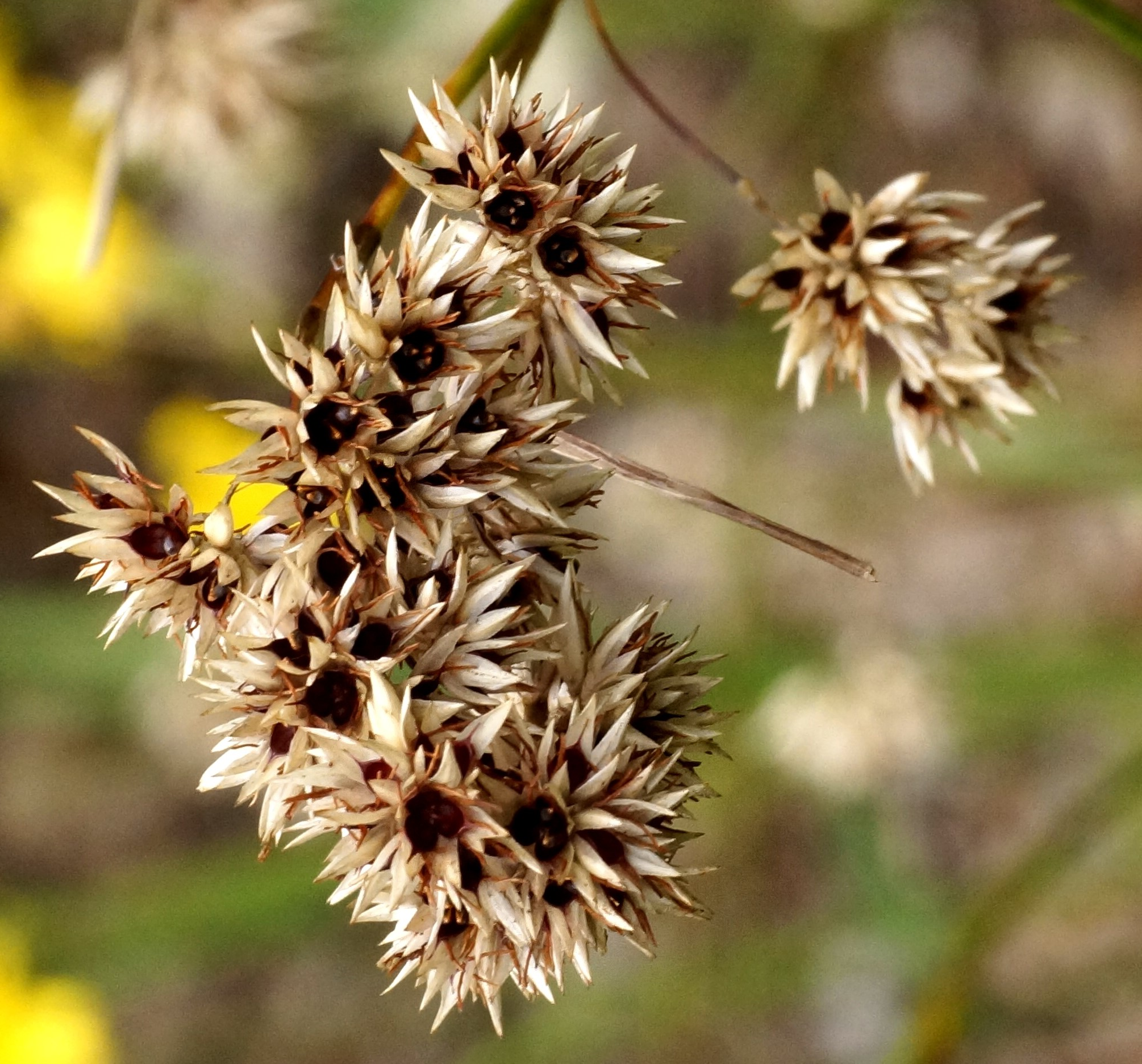
flors ja passades, mostrant les llavors.
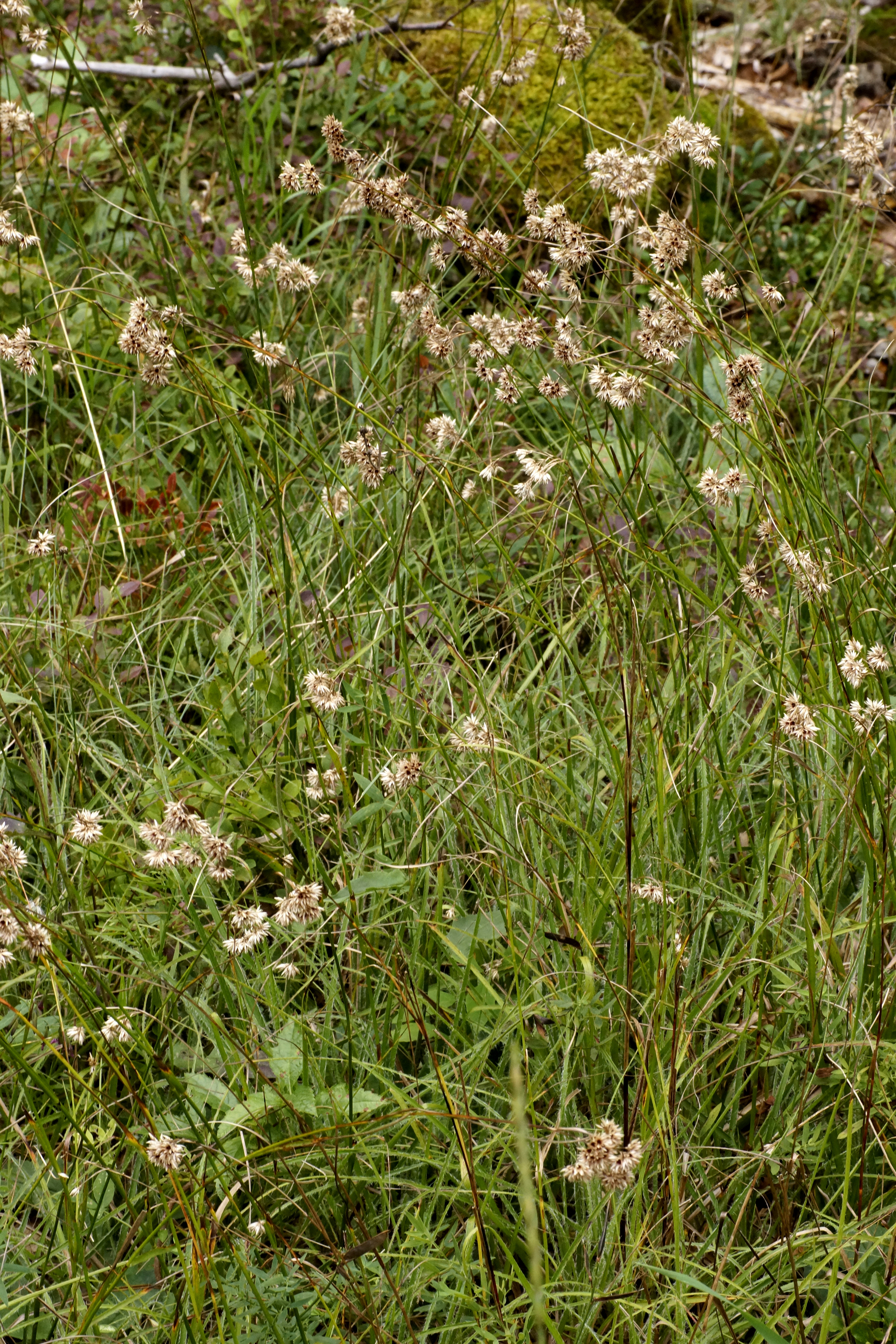
aspecte general